# Comuna Leșu, Bistrița-Năsăud
Leșu (în maghiară: Les, în germană: Lesch) este o comună în județul Bistrița-Năsăud, Transilvania, România, formată din satele Leșu (reședința) și Lunca Leșului.

## Demografie
Componența etnică a comunei Leșu
     Români (93,22%)
     Alte etnii (0,08%)
     Necunoscută (6,7%)
Componența confesională a comunei Leșu
     Ortodocși (88,61%)
     Penticostali (2,44%)
     Adventiști (1,22%)
     Alte religii (1,03%)
     Necunoscută (6,7%)
Conform recensământului efectuat în 2021, populația comunei Leșu se ridică la 2.626 de locuitori, în creștere față de recensământul anterior din 2011, când fuseseră înregistrați 2.510 locuitori. Majoritatea locuitorilor sunt români (93,22%), iar pentru 6,7% nu se cunoaște apartenența etnică. Din punct de vedere confesional, majoritatea locuitorilor sunt ortodocși (88,61%), cu minorități de penticostali (2,44%) și adventiști (1,22%), iar pentru 6,7% nu se cunoaște apartenența confesională.

## Politică și administrație
Comuna Leșu este administrată de un primar și un consiliu local compus din 11 consilieri. Primarul, Ioan Pop[*], de la Partidul Social Democrat, este în funcție din 1 noiembrie 2024. Începând cu alegerile locale din 2024, consiliul local are următoarea componență pe partide politice:
|  | Partid                    | Consilieri | Componența Consiliului | Componența Consiliului | Componența Consiliului | Componența Consiliului | Componența Consiliului | Componența Consiliului |
|  | ------------------------- | ---------- | ---------------------- | ---------------------- | ---------------------- | ---------------------- | ---------------------- | ---------------------- |
|  | Partidul Social Democrat  | 6          |                        |                        |                        |                        |                        |                        |
|  | Partidul Național Liberal | 4          |                        |                        |                        |                        |                        |                        |
|  | Alianța Dreapta Unită     | 1          |                        |                        |                        |                        |                        |                        |

## Atracții turistice
- Vechea biserică greco-catolică"Sfinții Cosma și Damian" din satul Leșu
- Biserica "Sfântul Ioan Botezătorul" din satul Lunca Leșului
- Biserica greco-catolică din Lunca Leșului
- Statuia Lupa Capitolina din satul Leșu
- Lacul "Valea Măgurii" din satul Leșu
- Munții Bârgăului